# Adam Kaczor
Adam Kaczor (ur. 27 grudnia 1941 w Hasperde, w Niemczech) – polski lekkoatleta, sprinter, medalista mistrzostw Polski, reprezentant Polski, następnie trener.

## Kariera sportowa
Był zawodnikiem LZS Halszka (1959-1961), Orkana Września (1962) i LKS Orkan Poznań (1963-1971).
Na mistrzostwach Polski seniorów na otwartym stadionie wywalczył cztery medale, w tym dwa srebrne (1967 – w biegu na 200 metrów i w sztafecie 4 × 100 metrów) oraz dwa brązowe (w sztafecie 4 × 100 metrów w 1963 i 1969).
W 1967 reprezentował Polskę w zawodach Pucharu Europy, w sztafecie 4 × 100 metrów (w półfinale 3. miejsce, z wynikiem 39,6, w finale 5. miejsce, z wynikiem 40,4). Był także rezerwowym polskiej sztafety 4 × 100 metrów na Igrzyskach Olimpijskich w Meksyku (1968).
Po zakończeniu kariery zawodniczej pracował jako trener, jego zawodnikami byli m.in. Andrzej Popa, Jacek Bocian, Marzena Kościelniak, Eryk Hampel i paraolimpijczyk Mateusz Michalski.
Rekord życiowy na 100 m: 10,3 (24.08.1968), na 200 m: 21,1 (25.08.1968).
W 2013 został odznaczony Krzyżem Oficerskim Orderu Odrodzenia Polski „za wybitne osiągnięcia w pracy szkoleniowej i trenerskiej, za zasługi dla rozwoju i upowszechniania sportu osób niepełnosprawnych”.